# Äimä
Äimä este o arie protejată (arie specială de conservare — SAC, sit de importanță comunitară — SCI) din Suedia întinsă pe o suprafață de 15,8 ha, integral pe uscat.

## Localizare
Centrul sitului Äimä este situat la coordonatele 65°40′06″N 24°01′42″E / 65.6682°N 24.0284°E.

## Înființare
Situl Äimä a fost declarat sit de importanță comunitară în mai 2006 pentru a proteja 1 specie de plante. Situl a fost protejat și ca arie specială de conservare în ianuarie 2014.

## Biodiversitate
Situată în ecoregiunile boreală și marină baltică, aria protejată nu include niciun habitat protejat.
La baza desemnării sitului se află o specie protejată de  plante: Primula nutans.